# Biopolitică
Biopolitica este un domeniu de intersecție între biologie și politică. Reprezintă un raționament politic luând în considerare administrarea vieții și ca subiect populațiile unei localități. Citându-l pe Foucault, înseamnă „a asigura, susține, și multiplica viața, și a pune această viață în ordine.”
Termenul a fost inventat de Rudolf Kjellen, cel care a inventat și termenul geopolitică, în lucrarea sa în două volume din anul 1905 intitulată Marile Puteri. În studiile americane contemporane de științe politice, utilizarea termenului este în general baleată între un grup poststructuralist folosind semnificația dată de Michel Foucault (care denotă puterea socială și politică asupra vieții) și un alt grup care îl folosește pentru a denota studii interdisciplinare din biologie și științe politice.

## Diferite definiții
1. În viziunea organicistă a lui Kjellén, statul politic era un organism cvasi-biologic, o „ creatură supra-individuală”. Kjellén a încercat să studieze „războiul civil dintre grupurile sociale” (cuprinzând statul) dintr-o perspectivă biologică și a numit disciplina sa putativă „biopolitică”.[5]
2. Termenul a fost utilizat ocazional și de către naziști. De exemplu, Hans Conrad Julius Reiter l-a folosit într-un discurs din anul 1934 pentru a se referi la conceptul lor de națiune și stat pe baze biopolitice și chiar la politica rasială a lor.[4]
3. Noțiuni anterioare ale conceptului pot fi regăsite chiar în perioada Evului mediu în lucrarea Policraticus a lui John din Salisbury în care era inventat și folosit termenul corp politic. Prima utilizare modernă a termenului (în limba engleză) începe cu un articol scris de GW Harris pentru revista Era nouă din anul 1911 în care autorul sprijinea lichidarea „lunaticilor” folosind 'camera letală a statului'.[6] Conceptul începe apoi să câștige teren în secolul al XIX-lea cu lucrarea lui Walter Bagehot Fizică și politică în care acesta reflecta asupra termenului ca și cum ar fi fost un om de știință instruit de felul lui Jakob von Uexküll. Bagehot nu avea o minte instruită științific precum von Uexküll, astfel că el (Bagehot) ezită în explicarea termenului. Totuși cartea are câteva aspecte de noutate în special pe subiectul selecției naturale și politicii.[7]
4. În lucrarea sa din anul 1938, intitulată Bio-politică, Morley Roberts argumenta că un model corect pentru politica mondială este cel al „unei slabe asocieri de colonii ceulare și protozoare”.[4]
5. Robert E. Kuttner afolosit termenul pentru a se referi la marca sa specifică de „rasism științific”, după cum l-a denumit, la care a lucrat cu Eustace Mullins, împreună cu care Kuttner a fondat Institutul de biopolitică la sfârșitul anilor 1950, și cu Glayde Whitney, un genetician comportamental. Majoritatea adversarilor săi au catalogat modelul ca fiind antisemitic. Kuttner și Mullins au fost inspirați de Morley Roberts, care a fost la rândul său inspirat de Arthur Keith, sau ambii au fost inspirați reciproc și fie au fost co-autori fie au avut în comun Institutul de biopolitică, pentru lucrarea Biopolitica materialismului organic dedicată lui Roberts și au retipărit câteva dintre lucrările acestuia.[8]
6. În lucrarea lui Foucault, stilul de guvernare care reglementează populațiile prin „bioputere” (aplicarea și impactul puterii politice asupra tuturor aspectelor vieții umane).[9][10]
7. În lucrările lui Michael Hardt și Antonio Negri, insurecția anti-capitalistă folosind viața și trupul ca arme; exemplele includ fuga de putere și 'în cea mai tragică și revoluționară formă a sa', terorismul sinucigaș. Conceptualizat ca opusul bioputerii, care este văzută ca practica suveranității în condiții biopolitice.[11]
8. Aplicarea politică a bioeticii.[12][13]
9. Un spectru politic care reflectă poziții către consecințele sociopolitice ale revoluției biotehnologice.[12][13]
10. Pledoarie politică în sprijinul, sau în opoziția, unor aplicații ale biotehnologiei.[12][13]
11. Politici publice privind unele aplicații ale biotehnologiei.[12][13]
12. Pledoarie politică privind asigurările sociale ale tuturor formelor de viață și cum acestea se mișcă unele pe celelalte.[14]
13. Politica bioregionalismului.
14. Interacțiunea și studiile interdisciplinare din biologie și științe politice,[15] în principal studierea relației dintre biologie și comportamentul politic.[16] Majoritatea acestor lucrări sunt de acord asupra a trei aspecte fundamentale. În primul rând, obiectul investigației este în principal comportamentul politic, care — și aceasta este presupunerea de bază — este produs în mod substanțial de factori biologici obiectivi. De exemplu, relația dintre biologie și orientare politică, dar și corelațiie biologice ale partizanismului și comportament la vot.[17] (vezi și sociobiologie.)
15. Conform profesoarei Agni Vlavianos Arvanitis,[18][19][20] biopolitica este un cadru conceptual și operațional pentru dezvoltarea societății, promovând biosul (viață în limba greacă) ca temă centrală în fiecare întreprindere umană, fie ea politică, educație, artă, guvernare, stiință sau tehnologie. Acest concept folosește biosul ca pe un termen prin care se referă la toate formele de viață de pe planeta noastră, incluzând variația lor genetică și geografică.[21]

## În cadrul colonialismului
Catastrofele sunt mobilizate periodic ca vehicule ale transformărilor istorice. Statele europene se regăseau adesea zbătându-se cu propensități sociobiologice ale populațiilor. Mercantilismul și modurile de producție capitaliste au condus la o abordare biopolitică modernă a foametei: statul modern a depins de a asigura o dietă suficientă să mențină mașinile biologice ale capitalismului industrial în funcțiune. Britanicii au dezvoltat biopolitica în tandem cu colonizarea pentru a-și întări controlul asupra irlandezilor. 
Și cea de-a treia republică franceză din Arica de Vest a folosit biopolitica în eforturile coloniale. Revoluția din microbiologie de la fin-de-siecle și avansul specific în legislația sănătății publice au ajutat francezii. Mai mult, datorită teoriei bolilor produse de germeni microbieni introdusă de Robert Koch și Louis Pasteur, etiologiile unora dintre cele mai mortale boli - holera și tifoida - au început să fie înțelese în anii 1890, iar francezii au folosit această această nouă cunoaștere științifică la tropicele Africii de Vest. Boli precum ciuma bubonică au fost izolate, iar vectorii malariei și febrei galbene au fost identificați în scopul politic al sănătății publice. Au fost aprobate legile sănătății publice pentru a introduce standarde actualizate. Scopul era ca africanii să răspundă la fel ca cetățenii metropolelor la stimulentele de piață și noile tehnologii impuse de un stat progresiv. Astfel, sănătatea publică era o preocupare politică în sensul că statul spera ca cetățenii să fie mai productivi dacă ar trăi mai mult.

## Michel Foucault
Filozoful francez și teoreticianul social Michel Foucault a discutat pentru prima data despre ideile sale din biopolitică în seria de lecturi „Societatea trebuie să fie apărată” ținute la Collège de France în anii 1975 și 1976.  Conceptele lui Foucault despre biopolitică sunt în mare parte derivate din propria sa noțiune de bioputere, și din extinderea puterii statului atât peste corpurile fizice cât și politice ale populației. Deși este doar menționată în lecturile „Societatea trebuie să fie apărată”, noțiunea conceptului de biopolitică (Foucault nu a inventat conceptul) a devenit proeminentă în științele sociale și umaneiste.
Foucault a descris biopolitica precum „o nouă tehnologie a puterii...[care] există la un nivel diferit, la o scară diferită, și [care] are o suprafață de contact diferită, și folosește instrumente foarte diferite.” Mai mult decât un mecanism disciplinar, biopolitica lui Foucault acționează ca un aparat de control exercitat asupra unei populații ca un întreg sau, cum spunea Foucault, „o masă globală.” În următorii ani, Foucault a continuat să-și dezvolte noțiunile de biopolitică în lecturile „Nașterea biopoliticii” și „Curajul adevărului”.
Foucault a dat numeroase exemple de control biopolitic atunci când a menționat conceptul pentru prima dată în anul 1976.  Aceste exemple includ „raportul dintre nașteri și decese, viteza de reproducere, fertilitatea unei populații, și așa mai departe.” A comparat această metodă de control social cu puterea politică din Evul mediu. Atunci pandemiile făceau moartea o permanentă și perpetuă parte a vieții, apoi la finalul secolului al XVIII-lea s-a trecut la introducerea milieu-lui în științele biologice. Foucault a făcut apoi diverse comparații cu științele fizice în care industrializarea populației ieșea în față cu conceptul de muncă, unde Foucault argumentează că puterea începe să devină țintă a acestui milieu până în secolul al XVII-lea.